# Фичер Хајтс (Флорида)
Фичер Хајтс (енгл. Fuller Heights) насељено је место без административног статуса у америчкој савезној држави Флорида.

## Демографија
По попису из 2010. године број становника је 8.758.
| Група             | 2000.    | 2010.         |
| Белци             | 0 (0,0%) | 5.942 (67,8%) |
| Афроамериканци    | 0 (0,0%) | 756 (8,6%)    |
| Азијати           | 0 (0,0%) | 158 (1,8%)    |
| Хиспаноамериканци | 0 (0,0%) | 1.758 (20,1%) |
| Укупно            | 0        | 8.758         |